# Julianus pinimus
Espèce
Synonymes
- Hyla pinima Bokermann & Sazima, 1973
- Scinax pinima (Bokermann & Sazima, 1973)

Statut de conservation UICN

 DD  : Données insuffisantes
Julianus pinimus est une espèce d'amphibiens de la famille des Hylidae.

## Répartition
Cette espèce est endémique de l'État du Minas Gerais au Brésil. Elle se rencontre au-dessus de 800 m d'altitude dans la Serra do Cipó près de Jaboticatubas,.

## Publication originale
- Bokermann & Sazima, 1973 : Anfíbios da Serra do Cipó, Minas Gerais, Brasil 1. Duas espécies novas de Hyla (Anura, Hylidae). Revista Brasileira de Biologia, vol. 33, no 4, p. 457-472.